# Greg Moore
Pour les articles homonymes, voir Moore.
Greg Moore, né le 22 avril 1975 à New Westminster, en Colombie-Britannique et mort le 31 octobre 1999 à Fontana, en Californie, est un pilote automobile canadien. Considéré comme l'un des plus grands espoirs de sa génération, il s'est tué à 24 ans dans un accident survenu lors de l'ultime manche de la saison 1999 de CART. 

## Biographie
Passionné de sport automobile (son héros d'enfance était Ayrton Senna), Greg Moore commence sa carrière par le karting avant d'accéder à la monoplace. Il l'amorce avec la Formule Ford, puis à partir de 1993, il est inscrit dans le championnat Indy Lights, alors l'antichambre du CART. Après des premiers succès en 1994, il survole la saison 1995 et remporte le titre avec dix victoires en douze courses.
En 1996, alors qu'il n'est âgé que de 20 ans, il accède à la série CART, un championnat alors à son apogée, au sein de l'écurie Player's Forsythe. Rapidement Moore s'affirme comme l'une des grandes révélations de la saison (même s'il est battu au trophée des débutants par l'ancien pilote de F1 Alex Zanardi) en faisant montre d'un incontestable talent. En 1997, sur l'ovale de Milwaukee puis sur le tracé urbain de Detroit, il décroche les deux premières victoires de sa carrière en CART, devenant ainsi le plus jeune pilote victorieux d'une manche de ce championnat (ce record sera battu dans les années suivantes par Scott Dixon puis par Nelson Philippe). 
Après une autre remarquable saison en 1998, où il s'avère être l'un des rares pilotes à pouvoir rivaliser avec Zanardi, il est plus en difficulté en 1999, essentiellement en raison du manque de compétitivité de son moteur Mercedes. Cependant, son étoile est loin de pâlir, puisqu'il est le seul pilote équipé du bloc allemand à parvenir à se hisser ponctuellement parmi les meilleurs. En fin de saison, il est d'ailleurs recruté par la prestigieuse écurie Penske Racing. Malheureusement, Moore n'honorera jamais son contrat avec Penske.

### Accident de Fontana
Lors de l'ultime manche de la saison 1999 (31octobre), disputée sur l'ovale ultra-rapide de Fontana, il est victime d'un terrible accident. Après avoir quitté la piste à pleine vitesse vers l'infield (l'intérieur de l'ovale) pour une raison inconnue, sa monoplace décolle sur le gazon et heurte avec une violence inouïe le muret de béton, côté pilote (la voiture a fait un demi tonneau avant de s'encastrer dans le mur). S'ensuit alors une série de tonneaux au cours de laquelle le moteur, la boîte de vitesses et les roues sont arrachés. Greg est tué sur le coup dès le premier choc contre le muret. Son décès est prononcé avant la fin de l'épreuve, de sorte que les pilotes apprennent la nouvelle du drame dès l'arrivée de la course.
Au moment de l'accident, Moore conduisait avec un plâtre amovible au poignet et à la main droite, ayant eu un accident de scooter le samedi matin, heurté par un véhicule circulant dans le paddock. Roberto Moreno avait d'ailleurs été convoqué par l'écurie Player's Forsythe pour le remplacer, mais un examen d'avant-course avait conclu que Moore était capable de piloter. Il s'élança de la dernière ligne, n'ayant participé aux qualifications, et se battait avec hargne pour reprendre place dans le haut du peloton lorsque l'accident eut lieu, au dixième tour. Certains considèrent que le Canadien a commis une erreur de pilotage due à son plâtre, erreur qui expédia sa monoplace hors piste. Le point de vue de Patrick Carpentier son coéquipier à l'époque:
```
En sortie de virage, il y avait une petite bosse à cet endroit sur la piste et sa voiture est partie en tête à queue dû à celle-ci. Comme s'est autres sortie de pistes dans le passer, il appuyia sur l'accélérateur pour redressir la voiture droite. Cependant, les pneux avait trop d'addérances et la voiture n'a jamais fait de 180 degrés. En voyant ce problème, Greg mis Les freins, frappa la bordure de gazon qui dépassait, la voiture a tourner et c'était terminer... L'ambulance est venue rapidement mais il était trop tard. Malgré une tentative de réanimation par massage cardiaque, il est décéder à l'hopital Loma Linda dû à des blessures sérieuse à la tête et aux organes internes à 13h21. (Info fournis par RDS; émission 25ans d'émotions S01 Ep10)
```

Après la mort du pilote uruguayen Gonzalo Rodríguez le 11 septembre à Laguna Seca, il s'agissait alors du deuxième accident mortel en CART en l'espace de quelques semaines.